# František Štěpka
František Štěpka (19. října 1835 Týniště nad Orlicí – 2. února 1896 Přerov) byl rakouský politik z Moravy; poslanec Moravského zemského sněmu a starosta Přerova.

## Biografie
Narodil se ve východních Čechách. Absolvoval tři třídy gymnázia a odešel do učení na Moravu do Bystřice pod Hostýnem. Zde pobýval do roku 1853. Od roku 1862 pracoval coby kupecký mládenec v Olomouci, pak pobýval rok na učení v Německu. Od ledna 1862 vedl obchod se smíšeným zbožím v Přerově. Byl aktivní veřejně i politicky. V roce 1874 byl poprvé zvolen do obecního výboru, od roku 1877 zasedal v obecní radě. V roce 1875 stál u založení sboru dobrovolných hasičů. Podílel se na vzniku Úvěrní záložny a místní pobočky Sokola (od roku 1871 zastával funkci starosty místní sokolské jednoty). Od roku 1890 do své smrti byl starostou Přerova. Byl předsedou městské spořitelny, členem okresního silničního výboru, čestným členem pěveckého spolku a předsedou hasičského sboru.
Koncem 19. století se zapojil i do vysoké politiky. V zemských volbách v roce 1890 byl zvolen na Moravský zemský sněm, kde zastupoval kurii měst, obvod Přerov, Kojetín, Tovačov, Hulín. Poslancem byl až do své smrti roku 1896. V roce 1890 se na sněm dostal jako oficiální kandidát Moravské národní strany (staročeské).
Měl čtyři syny a tři dcery. Na sklonku života byl nemocný a neúčastnil se proto již zasedání sněmu. Zemřel v únoru 1896 ve věku 60 let.